# Joaquín Botero
Joaquín Botero Vaca (Ixiamas, La Paz, 10 de diciembre de 1977) es un exfutbolista boliviano. Jugaba en la posición de delantero. Fue jugador internacional absoluto y actualmente el segundo máximo goleador de la historia de la selección de fútbol de Bolivia con 20 goles en 48 partidos.
Su abuelo Joaquín Botero Jaramillo era colombiano,  llegó a Bolivia a inicios del siglo XX, Botero es familiar cercano por sus antepasados de él famoso pintor medillense Fernando Botero.

## Trayectoria

### Inicios
Durante los años 1997 y 1998, inició su carrera futbolística, jugando al servicio de los equipos bolivianos de Mariscal Braun y Deportivo Municipal. 
Fue el máximo goleador del mundo en el 2002 cuando jugaba en el Club Bolívar donde anotaría 111 goles en 136 partidos jugados entre 1999 y 2003. Jugó en el extranjero, en las ligas de México, Argentina y Venezuela.
Jugando con los Pumas de la UNAM de México, participó en la Copa Libertadores de América y fue bicampeón de Liga, incluso fue subcampeón de la Copa de Campeones de la CONCACAF en 2005.
En el 2006, Botero se incorporó al club San Lorenzo de Almagro de la Primera División de Argentina y en el 2007 jugó en el Deportivo Táchira de Venezuela. Luego de un paso sin éxito por ambos clubes, Botero regresó a Bolívar en el año 2008. 
Se unió al equipo mexicano Correcaminos UAT para la temporada Clausura 2009, marcando su regreso a México.

### Éxito con la selección nacional
Jugó en la selección boliviana desde 1999 hasta 2009, siendo su máximo goleador.
El 1 de abril de 2009, marcó 3 goles y 3 asistencias con la selección boliviana ante la selección de Argentina, en una goleada histórica de 6 a 1 registrada en el Hernando Siles de La Paz.
Poco tiempo después, el 16 de mayo de ese año, de manera sorpresiva el jugador anunció su retiro del seleccionado nacional aduciendo que ya no se sentía motivado y que su ciclo en el equipo se había cerrado.

### Últimos años como futbolista profesional
A pesar de su retiro a la selección, Botero siguió jugando y entró el equipo Al-Arabi de Kuwait, donde estuvo durante algunos pocos meses. Posteriormente, pasó al Henan Songshan Longmen de China.
A mediados de 2011 retornó a su país para jugar en San José y Sport Boys Warnes, en este último fue autor de dos goles que permitieron el ascenso por primera vez a la Primera División de Bolivia; en este equipo jugaría hasta su retiro en 2014.
Durante seis años y luego de su retiro, Botero decidió dedicarse a actividades y proyectos personales. Sin embargo, en 2020 anunciaría su regreso a las canchas jugando para el Club Universidad San Francisco de Asís de la Primera A de Potosí en Tupiza.

## Estadísticas en la selección nacional

### Goles internacionales
| #       | Fecha      | Ciudad    | Oponente  | Score | Resultado | Competencia                |
| ------- | ---------- | --------- | --------- | ----- | --------- | -------------------------- |
| 1.      | 5-03-2000  | La Paz    | Haití     | 9-2   | Victoria  | Amistoso internacional     |
| 2.      | 5-03-2000  | La Paz    | Haití     | 9-2   | Victoria  | Amistoso internacional     |
| 3.      | 5-03-2000  | La Paz    | Haití     | 9-2   | Victoria  | Amistoso internacional     |
| 4.      | 25-04-2001 | La Paz    | Argentina | 3-3   | Empate    | Eliminatorias Mundial 2002 |
| 5.      | 3-06-2001  | La Paz    | Venezuela | 5-0   | Victoria  | Eliminatorias Mundial 2002 |
| 6.      | 3-06-2001  | La Paz    | Venezuela | 5-0   | Victoria  | Eliminatorias Mundial 2002 |
| 7. (p)  | 10-09-2003 | La Paz    | Colombia  | 4-0   | Victoria  | Eliminatorias Mundial 2006 |
| 8.      | 10-09-2003 | La Paz    | Colombia  | 4-0   | Victoria  | Eliminatorias Mundial 2006 |
| 9.      | 10-09-2003 | La Paz    | Colombia  | 4-0   | Victoria  | Eliminatorias Mundial 2006 |
| 10.     | 18-11-2003 | Maracaibo | Venezuela | 2-1   | Derrota   | Eliminatorias Mundial 2006 |
| 11.     | 6-07-2004  | Lima      | Perú      | 2-2   | Empate    | Copa América 2004          |
| 12.     | 9-10-2004  | La Paz    | Perú      | 1-0   | Victoria  | Eliminatorias Mundial 2006 |
| 13.     | 18-06-2008 | La Paz    | Paraguay  | 4-2   | Victoria  | Eliminatorias Mundial 2010 |
| 14.     | 18-06-2008 | La Paz    | Paraguay  | 4-2   | Victoria  | Eliminatorias Mundial 2010 |
| 15.     | 5-09-2008  | Quito     | Ecuador   | 3-1   | Derrota   | Eliminatorias Mundial 2010 |
| 16.     | 11-10-2008 | La Paz    | Perú      | 3-0   | Victoria  | Eliminatorias Mundial 2010 |
| 17.     | 11-10-2008 | La Paz    | Perú      | 3-0   | Victoria  | Eliminatorias Mundial 2010 |
| 18. (p) | 1-04-2009  | La Paz    | Argentina | 6-1   | Victoria  | Eliminatorias Mundial 2010 |
| 19.     | 1-04-2009  | La Paz    | Argentina | 6-1   | Victoria  | Eliminatorias Mundial 2010 |
| 20.     | 1-04-2009  | La Paz    | Argentina | 6-1   | Victoria  | Eliminatorias Mundial 2010 |

## Estadísticas
Datos actualizados a fin de carrera deportiva.
| Mariscal Braun · Bolivia |               |               |     |     |   |    |    |     |     |      |      |
| 2.ª | 1997          | 22            | 18  | -   | - | -  | -  | 22  | 18  | 0,81 |      |
| Total club | Total club    | 22            | 18  | 0   | 0 | 0  | 0  | 22  | 18  | 0,81 |      |
| Deportivo Municipal · Bolivia |               |               |     |     |   |    |    |     |     |      |      |
| 2.ª | 1998          | 24            | 18  | -   | - | -  | -  | 24  | 18  | 0,75 |      |
| Total club | Total club    | 24            | 18  | 0   | 0 | 0  | 0  | 24  | 18  | 0,75 |      |
| Bolívar · Bolivia |               |               |     |     |   |    |    |     |     |      |      |
| 1.ª | 1999          | -             | -   | -   | - | -  | -  | 0   | 0   | 0,00 |      |
| 1.ª | 2000          | 36            | 21  | -   | - | 10 | 0  | 46  | 21  | 0,45 |      |
| 1.ª | 2001          | 48            | 33  | -   | - | -  | -  | 48  | 33  | 0,68 |      |
| 1.ª | 2002          | 40            | 49  | -   | - | 14 | 6  | 54  | 55  | 1,01 |      |
| 1.ª | 2003          | 8             | 8   | -   | - | 5  | 3  | 13  | 11  | 0,84 |      |
| 1.ª | 2008          | 25            | 11  | -   | - | 2  | 0  | 27  | 11  | 0,40 |      |
| Total club | Total club    | 157           | 122 | 0   | 0 | 31 | 9  | 188 | 131 | 0,69 |      |
| Universidad Nacional · México |               |               |     |     |   |    |    |     |     |      |      |
| 1.ª | A-2003        | 17            | 3   | -   | - | -  | -  | 17  | 3   | 0,17 |      |
| 1.ª | C-2004        | 9             | 3   | -   | - | -  | -  | 9   | 3   | 0,33 |      |
| 1.ª | A-2004        | 20            | 11  | -   | - | -  | -  | 20  | 11  | 0,55 |      |
| 1.ª | C-2005        | 11            | 0   | -   | - | -  | -  | 11  | 0   | 0,00 |      |
| 1.ª | A-2005        | 13            | 3   | -   | - | 7  | 1  | 20  | 4   | 0,20 |      |
| 1.ª | C-2006        | 11            | 1   | -   | - | 4  | 1  | 15  | 2   | 0,13 |      |
| Total club | Total club    | 81            | 21  | 0   | 0 | 11 | 2  | 92  | 23  | 0,25 |      |
| San Lorenzo de Almagro Argentina |               |               |     |     |   |    |    |     |     |      |      |
| 1.ª | A-2006        | 2             | 0   | -   | - | 4  | 0  | 6   | 0   | 0,00 |      |
| Total club | Total club    | 2             | 0   | 0   | 0 | 4  | 0  | 6   | 0   | 0,00 |      |
| Deportivo Táchira · Venezuela |               |               |     |     |   |    |    |     |     |      |      |
| 1.ª | 2008-09       | 5             | 0   | -   | - | -  | -  | 5   | 0   | 0,33 |      |
| Total club | Total club    | 5             | 0   | 0   | 0 | 0  | 0  | 5   | 0   | 0,00 |      |
| Correcaminos · México |               |               |     |     |   |    |    |     |     |      |      |
| 2.ª | 2008-09       | 10            | 4   | -   | - | -  | -  | 16  | 5   | 0,31 |      |
| 2.ª | 2009-10       | 13            | 5   | -   | - | -  | -  | 13  | 5   | 0,38 |      |
| Total club | Total club    | 22            | 9   | 0   | 0 | 0  | 0  | 22  | 10  | 0,40 |      |
| Al-Arabi Kuwait |               |               |     |     |   |    |    |     |     |      |      |
| 1.ª | 2010          | 4             | 3   | -   | - | -  | -  | 4   | 3   | 0,75 |      |
| Total club | Total club    | 4             | 3   | 0   | 0 | 0  | 0  | 4   | 3   | 0,75 |      |
| San José · Bolivia |               |               |     |     |   |    |    |     |     |      |      |
| 1.ª | 2011-12       | 16            | 8   | -   | - | 2  | 0  | 18  | 8   | 0,44 |      |
| Total club | Total club    | 16            | 8   | 0   | 0 | 2  | 0  | 18  | 8   | 0,44 |      |
| Sport Boys Warnes · Bolivia |               |               |     |     |   |    |    |     |     |      |      |
| 1.ª | 2013-14       | 20            | 5   | -   | - | -  | -  | 20  | 5   | 0,25 |      |
| Total club | Total club    | 20            | 5   | 0   | 0 | 0  | 0  | 20  | 5   | 0,25 |      |
| Total carrera | Total carrera | Total carrera | 353 | 204 | 0 | 0  | 48 | 11  | 401 | 215  | 0,53 |
| (2) Incluye datos de la Copa Libertadores (2000, 2002, 2003, 2006); Copa Sudamericana (2002, 2005, 2006, 2008, 2011). (3) No incluye goles en partidos amistosos. |               |               |     |     |   |    |    |     |     |      |      |

## Palmarés

### Títulos nacionales
| Título               | Club    | País    | Edición         |
| -------------------- | ------- | ------- | --------------- |
| Primera División     | Bolívar | Bolivia | 2002            |
| Primera División     | Pumas   | México  | 2004 (Apertura) |
| Campeón de Campeones | Pumas   | México  | 2004            |
| Primera División     | Pumas   | México  | 2004 (Clausura) |

### Distinciones individuales
| Distinción | Año         |
| --- | ----------- |
| El Mejor goleador mundial de Primera División con el Club Bolívar, anotando 49 goles en un año.                          | 2002        |
| Máximo goleador en la historia de la selección boliviana, con 20 goles (retirado del combinado nacional en mayo de 2009) | 2009 - 2020 |